# Fjärde generationens spelkonsoler

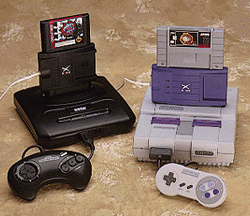
Sega Mega Drive (till vänster) och SNES (till höger).

Fjärde generationens konsoler eller 16-bitarseran var en period inom dator- och TV-spelens historia som varade ungefär mellan 1987 och 1995. Sega släppte sin Mega Drive 1988 och inledningsvis såg det ut som om Sega hade det bästa greppet om marknaden med sin konsol Sega Mega Drive. Efter några år kom dock Nintendo att hinna ikapp i konsolkriget och om Sega beträffande försäljning. Skillnaderna i marknadsandelarna mellan Nintendo och Sega utjämnades något jämför mot föregående generation, där Nintendo själv hade näst intill helt och hållet egen dominans på marknaden.

## Stationära system
- SNES
- Sega Mega Drive (utbyggbart med tillbehören Mega-CD och Sega 32X)
- CD-i
- Commodore CDTV
- Neo Geo
- PC Engine (Turbografx-16 i USA)
- Pico
- Pioneer Laseractive

## Portabla system
Game Boy, Game Gear och Atari Lynx lanserades på marknaden ungefär samtidigt. Det var inte många som trodde att Nintendo skulle lyckas med sin bärbara konsol som saknade både färg och stereoljud. Vad många bedömare glömde bort att ta hänsyn till var priset på enheterna. Priset för en Game Boy var ungefär hälften av priset på en Lynx eller en Game Gear, vilket starkt bidrog till försäljningsframgången.
- Game Boy
- Sega Game Gear
- Atari Lynx

### Fotnoter
1. ↑  ”System List”. GameFAQs. Arkiverad från originalet den 1 maj 2014. https://web.archive.org/web/20140501145906/http://www.gamefaqs.com/systems.html. Läst 2 maj 2014.
2. ↑  Console Database Staff. ”Sega Mega Drive/Genesis Console Information”. http://www.consoledatabase.com. Console Database/Dale Hansen. Arkiverad från originalet den 16 oktober 2007. https://web.archive.org/web/20071016064132/http://www.consoledatabase.com/consoleinfo/segamegadrive/index.html. Läst 2 maj 2014.